# 惠水茯蕨
惠水茯蕨（学名：Leptogramma huishuiensis）为金星蕨科茯蕨属下的一个种。

## 扩展阅读
- 維基物種上的相關：惠水茯蕨